# 创业路街道
创业路街道，是中华人民共和国河南省洛陽市涧西区下辖的一个乡镇级行政单位。

## 行政区划
创业路街道下辖以下地区：
一期社区和二期社区。